# Lilium heldreichii
Lilium heldreichii é uma espécie de lírio, nativa da Grécia. A planta alcança uma altura entre 100–200 cm. A planta é uma sub-espécie da Lilium chalcedonicum.